# ONA (restaurant)
ONA était un restaurant végétalien et végan à Arès (Gironde) en France,. Il appartenait à sa cheffe Claire Vallée et fut le premier restaurant végétalien à recevoir une étoile Michelin. Le nom signifie origine non-animale. Le restaurant était végan, et n'utilisait aucun produit animal dans ses plats, décorations ou fourniture.
ONA a été ouvert en 2016 par Claire Vallée, une cheffe autodidacte,, à l'aide d'une campagne de financement participatif. 
En 2018, le restaurant reçoit une fourchette Michelin. En 2021, une étoile, la première étoile accordée à un restaurant végétalien,,,,. Dans la même année, ONA est aussi un des 33 restaurants en France à recevoir une étoile verte, une nouvelle catégorie du guide Michelin pour des pratiques soutenables.
En novembre 2022, Claire Vallée annonce la fermeture définitive de son restaurant, à cause, notamment, de la difficulté à recruter du personnel et surtout à les loger, en raison des tarifs des logements dans le bassin d'Arcachon. Elle s'oriente alors vers des restaurants éphémères avec un premier en Corée-du-Sud,.